# Джан, Лили
Е Гунчжу́ (кит. трад. 葉公杼, пиньинь Yè Gōngzhù, род.20 января 1947), впоследствии известная под английскими именем и фамилией как Лили Джан (англ. Lily Jan) — китайско-американский учёный в области нейронаук, биофизик. Член Национальной АН США (1995) и Академии Синика (1998), доктор философии, профессор Калифорнийского университета в Сан-Франциско, исследователь Медицинского института Говарда Хьюза (с 1984). Работает вместе с супругом, также учёным в области нейронаук, Yuh Nung Jan.
Родилась в 1947 году в Фучжоу, провинция Фуцзянь; в это время шла гражданская война, в результате проигрыша которой гоминьдановцами семья в 1949 году переехала на Тайвань.
Получила степени бакалавра физики в Национальном университете Тайваня (1968) и магистра физики (1970) и доктора философии по биофизике и физике (1974) в Калифорнийском технологическом институте.
В 1968 году Лили Джан и Yuh Nung Jan переехали с Тайваня в США для поступления в аспирантуру Калифорнийского технологического института, они являлись постдоками в Гарвардской медицинской школе (а Лили Джан — также в Калифорнийском технологическом институте), а в 1979 году поступили в штат Калифорнийского университета в Сан-Франциско, где преподают поныне (первоначально Лили Джан — ассистент-профессор, с 1983 ассоциированный профессор, с 1985 профессор физиологии и биохимии). Супруги стали гражданами США. Лили Джан состоит членом UCSF Kavli Institute for Fundamental Neuroscience.
Член Американской академии искусств и наук (2007).

## Награды и отличия
- Established Investigator, American Heart Association (1977—1982)
- Стипендия Слоуна (1977—1979)
- Klingenstein Fellowship Award (1983—1986)
- W. Alden Spencer Award[англ.], Колумбийский университет (1988)
- NINDS[англ.] Javits Neuroscience Investigator Award (1988—2001)
- Annual Review Prize Lecture, Physiological Society[англ.] (1997)
- Harvey Lecture (1998)
- Stephen W. Kuffler Lecture, Гарвардская медицинская школа (1999)
- K.S. Cole Award, Biophysical Society[англ.] (2004)
- NIH Margaret Pittman Lecture (2004)
- «Учёный 2005 года», фонд Гарварда[3]
- Distinguished Alumni Award Калифорнийского технологического института (2006)
- NIMH MERIT Award (2006)
- Society of Chinese Bioscientists in America (SCBA) Presidential Award (2006)
- Outstanding Mentorship Award, Postdoctoral Scholar’s Association of UCSF (2007)
- Ralph-W.-Gerard-Preis[нем.], Американское общество нейронаук (2009)
- Edward M. Scolnick Prize in Neuroscience, MIT (2010, совместно с Yuh Nung Jan[англ.])[4]
- Grass Lecture на ежегодном собрании Американского общества нейронаук (2010)
- Премия Уайли одноименного фонда (2011)
- Премия Грубера по нейронаукам одноименного фонда (2012)[5]
- Pharmacology Krebs Lecture, Вашингтонский университет (2015)
- Vilcek Prize[англ.] в области биомедицинских наук одноименного фонда (2017, совместно с Yuh Nung Jan[англ.])[6]
- Perl-UNC Prize[англ.] (2019)